# Emergency Coma Scale
Emergency Coma Scale(ECS)は、Japan Coma Scale(JCS)の改訂版としてJCSの創案者である太田富雄により考案されたInternational Coma Scale(ICS) をもとに、2002年に日本で新たに開発された意識障害の深度（意識レベル）分類である。開発は、日本神経救急学会と日本脳神経外科救急学会の合同委員会により、研究開発を目的とした日本ECS学会が組織されている。
覚醒度によって3段階に分けるという構造はJCSを継承しているが、それぞれの中の副分類が1桁と2桁では2段階、3桁では5段階へと改良されている。表記方法としては3桁の整数で表す（300など）。3桁を100から500とする案も開発過程で検討されたが、脳死に関連する法案で脳死状態をJCS300と表記してあるためあえて最重症を300とし、100と200を2つに分けた形式とした。意識障害の評価法の原点に立ち返り、病院ERでの使用を目的として開発された。現在脳卒中初期診療コース（ISLSコース）の意識障害の評価モジュールにてOSCEを導入している。

## Emergency Coma Scale

### I.覚醒している（自発的な開眼・発語または合目的な動作をみる）
- 1 見当識あり
- 2 見当識なしまたは発語なし

### II.覚醒できる（刺激による開眼・発語または従命をみる）
- 10 呼びかけにより
- 20 痛み刺激により

### III.覚醒しない（痛み刺激でも開眼・発語および従命がなく運動反射のみをみる
- 100L 痛みの部位に四肢を持っていく、払いのける
- 100W 引っ込める（脇を開けて）または顔をしかめる
- 200F 屈曲する
- 200E 伸展する
- 300 動きが全くない

L－Localize（局所）、W－Withdraw（引く）、F－Flexion（屈曲）、E－Extension（伸展）
欧米では主にGCS(Glasgow Coma Scale)が用いられる。

## ECSの特徴
従来のJCSは評価基準がわかりやすいことから日本では広く普及しているが、覚醒の定義が曖昧であるため意識障害の程度を正確に表現できず、また評価者により評価値が全く異なることがあるという欠点を持つ。JCSの場合、意識レベルの評価の際に患者が開眼可能か、ということに重点を置くが、ECSは開発初期から救急外来ERでの使用を前提としており、自発的な開眼・発語または合目的な動作のなかでどれかひとつ観察できるかということで評価する。それだけでは評価困難な場合、さらに評価の際補助的に、瞬きの有無、睫毛反射の有無も考慮する。また、重症の3桁が5段階に細分化され、生命を脅かす除脳硬直、除皮質硬直の存在も正確に表現できるようになった。